# Teorema de representación de Riesz
Hay varios teoremas bien conocidos en el análisis funcional mencionados como el teorema de representación de Riesz.

## El teorema de representación de espacios de Hilbert
Este teorema establece una conexión importante entre un espacio de Hilbert y su espacio dual:  si el cuerpo de base son los números reales, los dos son isométricamente isomorfos;  si el cuerpo de base son los números complejos, los dos son isométricamente anti-isomorfos.  El teorema es la justificación para la notación bra-ket popular en el tratamiento matemático de la mecánica cuántica.
Sea {\displaystyle H} un espacio de Hilbert, y {\displaystyle H'} su espacio dual, consistente en el conjunto de todos los funcionales lineales continuos de {\displaystyle H} en el cuerpo base {\displaystyle \mathbb {R} } o {\displaystyle \mathbb {C} }. Si {\displaystyle x} es un elemento de {\displaystyle H}, entonces {\displaystyle \varphi _{x}} está definido por
{\displaystyle \varphi _{x}(y)=\langle y,x\rangle \quad \forall y\in H}
es un elemento de {\displaystyle H'}. Donde {\displaystyle \langle \cdot ,\cdot \rangle } es un producto interno de {\displaystyle H}. El teorema de representación de Riesz establece que cada elemento de {\displaystyle H'} puede ser escrito unívocamente de esta forma:
 Teorema.  La función
{\displaystyle \Phi :H\rightarrow H',\quad \Phi (x)=\varphi _{x}}
es un (anti) isomorfismo isométrico, significando que:  
- Φ  es biyectivo.
- Las normas de x y de Φ(x) coinciden: ||x|| = ||Φ(x)||.
- Φ  es aditivo:  Φ(x1 + x2) = Φ(x1) + Φ(x2).
- Si el cuerpo base es {\displaystyle \mathbb {R} }, entonces Φ(λ x) = λ Φ(x) para todo número real λ.
- Si el cuerpo base es {\displaystyle \mathbb {C} }, entonces Φ(λ x) = λ* Φ(x) para todo número λ complejo, donde λ* denota la conjugación compleja de λ. La función inversa de Φ puede ser descrita como sigue.

Dado un elemento {\displaystyle \varphi } de {\displaystyle H'}, el complemento ortogonal del núcleo de φ es un subespacio unidimensional de {\displaystyle H}.  Tómese un elemento diferente de cero z en el subespacio, y el conjunto x =z/||z||.  Entonces Φ(x) = φ.  El teorema fue probado simultáneamente por Riesz y Fréchet en 1907.

## El teorema de representación para funcionales lineales en Cc(X)
El teorema siguiente, representa funcionales lineales positivos en Cc(X) el espacio de funciones a valores complejos continuas de soporte compacto.  Los conjuntos borelianos en la declaración siguiente refieren a la σ-álgebra generada por los conjuntos abiertos.  Una medida de Borel contable aditiva no negativa {\displaystyle \mu };  en un espacio de Hausdorff localmente compacto X es regular ssi
- µ(K) < ∞  para cada K compacto;
- Para cada conjunto de Borel E,

{\displaystyle \mu (E)=\inf\{\mu (U):E\subseteq U,U{\mbox{ abierto}}\}}
- la relación

{\displaystyle \mu (E)=\sup\{\mu (K):K\subseteq E\}}
vale siempre que E sea abierto o cuando E es Borel y µ(E) < ∞.
 Teorema.  Sea X un espacio de Hausdorff localmente compacto.  Para cualquier funcional lineal positivo ψ  en Cc(X), hay (G1) un {\displaystyle \mu }-contable aditivo regular único de la medida de Borel;  en X tales que
{\displaystyle \psi (f)=\int _{X}f(x)d\mu (x)\quad }
para toda f en Cc(X).  Un enfoque de la teoría de la medida es comenzar con la medida de Radón, definida como funcional lineal positiva en C(X).  Ésta es la manera adoptada por Bourbaki;  por supuesto asume que X comienza como espacio topológico, más bien que simplemente como conjunto.  Para los espacios localmente compactos la teoría de la integración entonces se recupera.

## El teorema de representación para el dual de C0(X)
El teorema siguiente, también conocido como el teorema de Riesz-Markov da una realización concreta del espacio dual de C0(X), el conjunto de las funciones continuas en X que se desvanecen en el infinito.  Los conjuntos borelianos determinados en la declaración del teorema se refieren a la σ-álgebra generada por los conjuntos abiertos.  Este resultado es similar al resultado de la sección precedente, pero no incluye el resultado anterior.  Vea la observación técnica abajo.  Si µ  es una medida contable aditiva complejo-valorada de Borel, µ  es regular ssi la medida contable aditiva no negativa |µ| es regular según lo definido arriba.
 Teorema.   sea un espacio de Hausdorff localmente compacto X.  Para cualquier funcional lineal continua ψ  en C0(X), hay una  medida contable de Borel regular única complejo-aditiva µ  ;  en X tal que:
{\displaystyle \psi (f)=\int _{X}f(x)d\mu (x)\quad }
para toda f en C0(X).  La norma de ψ  como funcional lineal es la variación total de µ,  esto es
{\displaystyle \|\psi \|=|\mu |(X).}
finalmente, ψ es positivo ssi  la medida μ  es no negativa.
 Observación.  Un funcional lineal positivo en Cc(X) puede no extenderse a un funcional lineal acotado de C0(X).  Por esta razón los resultados anteriores se aplican a situaciones sutilmente modificadas.
- Datos: Q1357684